# Takeshi Kitano
Takeshi Kitano (jap. 北野 武 Kitano Takeshi; ur. 18 stycznia 1947 w Tokio) – japoński aktor, reżyser, producent, montażysta, komik, pisarz i malarz, znany także jako Beat Takeshi (jap. ビートたけし Bīto Takeshi). Komandor francuskiego Orderu Sztuki i Literatury.

## Filmografia

### Aktor
- 1980: Makoto-chan
- 1981: Danpu Wataridori
  - Manon
  - Sukkari... sono ki de!
- 1983:
  - Wesołych świąt, pułkowniku Lawrence
  - Jukkai no mosquito
- 1985: Yasha
- 1986: Komikku zasshi nanka iranai!
- 1988: Anego jako
- 1989: Brutalny glina (jap. その男、凶暴につき Sono otoko, kyobo ni tsuki)
- 1990:
  - Punkt zapalny (jap. ３－４Ｘ１０月 3-4x jugatsu)
  - Hoshi tsugu mono
  - Takeshi's Castle
- 1992:
  - Erotikkuna kankei
  - Sakana kara daiokishin!!
- 1993:
  - Kyōso tanjō
  - 'Sonatine (jap. ソナチネ Sonachine)
- 1995
  - Johnny Mnemonic
  - Gonin
  - Getting Any? (jap. みんな　やってるか! Minna yatteruka!)
- 1997 Hana-bi
- 1998 Tokyo Eyes
- 1999:
  - Tabu (Gohatto)
  - Kikujirō (jap. 菊次郎の夏 Kikujirō no natsu)
  - Cinéma de notre temps: Takeshi Kitano, l’imprévisible
  - Jam session: Kikujirō no natsu koshiki kaizokuban
- 2000:
  - Brother
  - Battle Royale
  - Scenes by the Sea: Takeshi Kitano
  - Hyaku-nen no monogatari
- 2003:
  - Battle Royale II: Requiem
  - Musashi
  - Zatōichi (jap. 座頭市)
  - Most Extreme Elimination Challenge
- 2004:
  - Blood and Bones (Chi to hone)
  - Izo
  - Arakimentari
- 2005: Takeshis’
- 2007: Niech żyje reżyser! (jap. 監督ばんざい! Kantoku banzai!)
- 2008: Achilles i żółw (jap. アキレスと亀 Akiresu to kame)
- 2010: Outrage (jap. アウトレイジ Autoreiji)
- 2012: Outrage 2
- 2017: Outrage Coda[3]

### Scenarzysta
- 1989: Brutalny glina (jap. その男、凶暴につき Sono otoko, kyobo ni tsuki)
- 1990: Punkt zapalny (jap. ３－４Ｘ１０月 3-4x jugatsu)
- 1991: Scena nad morzem (jap. あの夏、いちばん静かな海 Ano natsu ichiban shizukana umi)
- 1993: Sonatine (jap. ソナチネ Sonachine)
- 1995: Getting Any? (jap. みんな　やってるか! Minna yatteruka!)
- 1996: Kids Return (jap. キッズ・リターン Kizzu ritān)
- 1997: Hana-bi
- 1999: Kikujirō (jap. 菊次郎の夏 Kikujirō no natsu)
- 2000: Brother
- 2002:
  - Asakusa Kid
  - Lalki (jap. ドールズ Dōruzu)
- 2003: Zatōichi (jap. 座頭市)
- 2005: Takeshis’
- 2007: Niech żyje reżyser! (jap. 監督ばんざい! Kantoku banzai!)
- 2008: Achilles i żółw (jap. アキレスと亀 Akiresu to kame)
- 2010: Outrage (jap. アウトレイジ Autoreiji)
- 2012: Outrage 2
- 2017: Outrage Coda[3]

### Reżyser
- 1989: Brutalny glina (jap. その男、凶暴につき Sono otoko, kyobo ni tsuki)
- 1990: Punkt zapalny (jap. ３－４Ｘ１０月 3-4x jugatsu)
- 1991: Scena nad morzem (jap. あの夏、いちばん静かな海 Ano natsu ichiban shizukana umi)
- 1992: Sonatine (jap. ソナチネ Sonachine)
- 1995: Getting Any? (jap. みんな　やってるか! Minna yatteruka!)
- 1996: Kids Return (jap. キッズ・リターン Kizzu ritān)
- 1997: Hana-bi
- 1999: Kikujirō (jap. 菊次郎の夏 Kikujirō no natsu)
- 2000: Brother
- 2002: Lalki (jap. ドールズ Dōruzu)
- 2003: Zatōichi (jap. 座頭市)
- 2005: Takeshis’
- 2007: Niech żyje reżyser! (jap. 監督ばんざい! Kantoku banzai!)
- 2008: Achilles i żółw (jap. アキレスと亀 Akiresu to kame)
- 2010: Outrage (jap. アウトレイジ Autoreiji)
- 2012: Outrage 2
- 2015: Ryūzō i siedmiu najemników (jap. 龍三と七人の子分たち Ryūzō to 7 nin no kobun tachi)
- 2017: Outrage Coda[3]